# Європейська асоціація ректорок
Європейська асоціація ректорок (англ. European Women Rectors Association, EWORA) — міжнародна неурядова організація, створена в Брюсселі 2015 року. Має за мету поширювати статеву рівність та підкреслювати роль жінок у науці та вищій освіті в Європі та світі. Продовжує традиції Європейської платформи ректорок (EWRP), яка діяла з 2008 року. Президент — Гюльсюн Сагламер. Офіс президента організації знаходиться в Стамбулі.

## Історія
У 2006—2008 роках Стамбульський технічний університет брав участь у європейському проекті UNICAFE (University Career of Female Scientists), який досліджував успішність жінок на біологічних, інженерних і технічних спеціальностях. З підтримкою подібних проєктів виступила Гюльсюн Сагламер — колишня ректорка СТУ та тодішня членкиня Ради правління Асоціації університетів Європи. Починаючи з 2008 року в Стамбульському технічному університеті відбувається щодворічна конференція, присвячена рівності у вищій освіті — «Beyond the Glass Ceiling». 2008 року захід зібрав 21 учасницю з Туреччини та з-за акордону, а, наприклад, на конференцію 2014 року приїхало вже 83 учасниці. Захід 2014 року відбувся під патронатом ЮНЕСКО, а рекомендації учасниць конференції лягли в основу «Стамбульських рекомендацій», які покликані розвивати лідерство та роль жінок у вищій освіті та науці.
Асоціація організовує Європейську конференцію ректорок. Так, на конференції 2017 року було 85 учасниць, серед яких — десятки ректорок і колишніх ректорок європейських університетів, Мартін Рає (Martine Rahier), віце-президент Асоціації європейських університетів, Стефан Кустер, директорка «Science Europe», Сейболт Ноорда (Sijbolt Noorda), голова Наглядової ради Великої хартії університетів, і Кармен Вела, секретарка Міністерства фінансів Іспанії. Із промовою виступила міністр вищої освіти та досліджень Швеції Гелен Геллмарк Кнутссон.

## Рада директорок
- Гюльсюн Сагламер (Туреччина) — президент;
- Кріста Варантола (Фінляндія) — віце-президент;
- Крістін Інґольфсдоттір (Ісландія);
- Марія Елена Назаре (Португалія);
- Урсула Неллес (Німеччина);
- Крістіна Улленіус (Швеція);
- Кармен Фенолль (Іспанія);
- Гюлья Джаглаян (Туреччина) — генерельна секретарка.[2]